# Daniel Rambaut
Daniel Rambaut (ur. 6 sierpnia 1865 w Waterford, zm. 30 listopada 1937 w Northampton) – irlandzki rugbysta, reprezentant kraju.
W latach 1887–1888 rozegrał cztery spotkania dla irlandzkiej reprezentacji w Home Nations Championship, a swoimi trzema celnymi kopami przyczynił się do dwóch zwycięstw.